# Masters de Indian Wells 1991

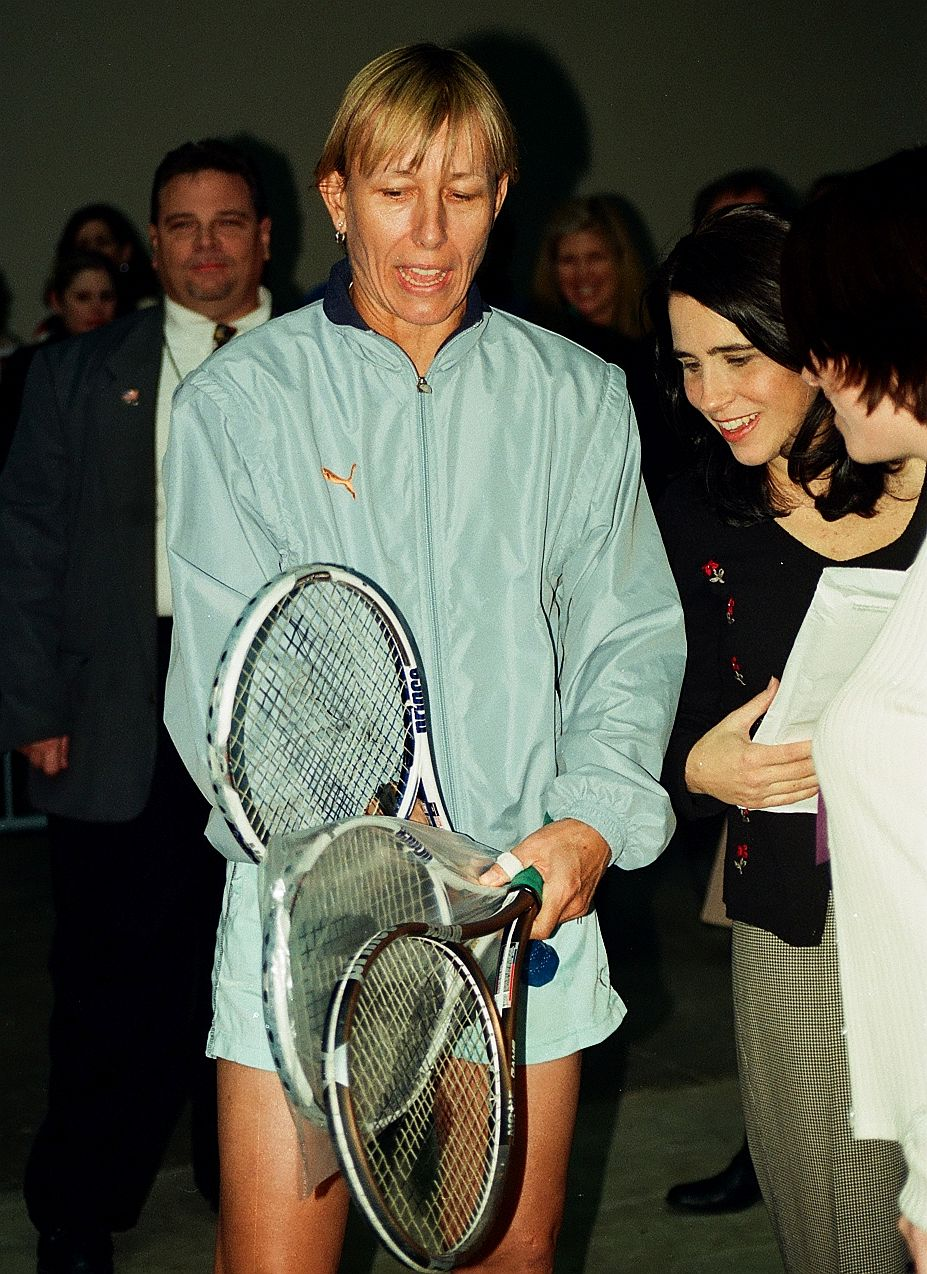
Martina Navratilova

El 1991 Newsweek Champions Cup and the Virginia Slims of Palm Springs fue la 15.ª edición del Abierto de Indian Wells, un torneo del circuito ATP y WTA Tour. Se llevó a cabo en las canchas duras de Indian Wells, en California (Estados Unidos), entre el 2 y el 16 de marzo de ese año.

## Ganadores

### Individual masculino
Jim Courier venció a  Guy Forget, 4–6, 6–3, 4–6, 6–3, 7–6(7–4)

### Individual femenino
Martina Navratilova venció a  Monica Seles, 6–2, 7–6(8–6)

### Dobles masculino
Jim Courier /  Javier Sánchez vencieron a  Guy Forget /  Henri Leconte, 7–6, 3–6, 6–3

### Dobles femenino
No hubo final por la lluvia